# Fantasy Football
Fantasy Football (FF) ist ein Spiel, das vor allem in den Vereinigten Staaten von Fans der Sportart American Football meist internetbasiert gespielt wird. Vor der Möglichkeit, die Daten über Internet auszutauschen und die Ergebnisse zu bewerten, wurde es als Postspiel konzipiert. Spielmaterial ist nicht erforderlich, lediglich einige Kenntnisse der Sportler der Sportart gereichen zum Vorteil. Andere Varianten existieren z. B. auch für Basketball, Baseball oder Fußball.

## Beschreibung

### Grundprinzip
Jeder der meist acht bis zwölf Teilnehmer verfügt beim Fantasy Football über eine Mannschaft (Fantasy Team), die sich aus echten Sportlern einer bestimmten Liga (z. B. der NFL) zusammensetzt, die üblicherweise reihum im Rahmen des sogenannten Fantasy Draft ausgewählt oder in einer Auktion zu Beginn des Spiels ersteigert werden. In der Regel werden einige Tage vor Meisterschaftsbeginn an einem fixen Tag Draft-Partys veranstaltet, wo in Anlehnung an den Entry Draft der NFL-Spieler nach einer festgelegten Reihenfolge ausgewählt werden. Sobald die Meisterschaft gestartet ist, versucht jeder Spieler, die Aufstellung zu finden, die am kommenden Wochenende die meisten Punkte sammelt. Basierend auf der Leistung der echten Sportler am betreffenden Spieltag erhält er dann Punkte (sogenannte Fantasy Points) nach einem vorher vereinbarten System, also z. B. 6 Punkte, wenn ein von ihm für sein Fantasy Team aufgestellter Spieler einen Touchdown erzielt. Wegen schlechter Form, Verletzungen oder Sperren können während der Saison Spieler ausgewechselt oder getauscht werden. Alle am Draft nicht gezogenen Spieler sowie diejenigen, die von einem Teilnehmer wieder freigegeben wurden, gelten als Free Agents oder Waivers: Diese können jederzeit mit Spielern des eigenen Kaders ausgetauscht werden.
In der Regel vereinigen sich Freunde, Verwandte und Arbeitskollegen zu Fantasy-Football-Ligen und geben ihren Teams eigene – meist humorvolle – Namen wie z. B. Fighting Amish, Mudslingers, Underperformers etc. und kämpfen um den Titel einer fiktiven Liga. Oft werden Antrittsgebühren erhoben, um einen Preis für den Sieger zu finanzieren. Solche Spielgemeinschaften halten manchmal über Jahrzehnte hinweg und sind dank der Verbreitung des Internets örtlich und zeitlich ungebunden.

### Varianten
Grundsätzlich gibt es zwei Varianten von Fantasy Football: Entweder werden einfach alle Punkte jedes Spielers an jedem Spieltag addiert und derjenige, der am Ende der Saison die höchste Gesamtpunktzahl hat, gewinnt. Alternativ gibt es sogenannte Head-to-Head-Ligen, in denen an jedem Spieltag jeweils zwei Spieler mit ihren Fantasy Teams gegeneinander antreten und derjenige mit der höheren Punktzahl einen Siegpunkt bekommt. Zu Ende der Saison tragen dann die Fantasy Teams mit den meisten Siegen sogenannte Play-offs nach dem K.-o.-System gegeneinander aus.
Eine weitere Variante sind sogenannte Dynasty oder Keeper Leagues, in der alle oder ein Teil der Spieler für nächstes Jahr im Team behalten werden. Dies erfordert bei der Zusammenstellung der Teams nebst der kurzfristigen Punktemaximierung auch einen langfristigen Fokus.

### Teamgröße
In Footballligen werden üblicherweise zu jedem Spieltag folgende Aufstellungen aus einem Kader (Roster) von bis zu 20 Spielern vorgenommen
- 1 Quarterback
- 2–3 Runningbacks
- 2–3 Wide Receivers
- 1–2 Tight Ends
- 1 Placekicker
- 1 Team-Verteidigung/Special Teams

Manche Fantasy Leagues ermöglichen auch die Aufstellung von individuellen Spielern in der Verteidigung (IDP) wie Linebackers und Defensive Backs (Cornerbacks und Safeties).
Die hohe Kunst ist es, für den betreffenden Spieltag diejenigen Spieler aus dem Kader auszuwählen, welche die meisten Punkte versprechen – denn Punkte von Spielern auf der Ersatzbank zählen nicht oder höchstens als Tie-Breaker bei Gleichstand.

### Punktesystem
Ein typisches Punktesystem für die individuellen Leistungen der Spieler ist:
- 1 Punkt für 25 Yards Raumgewinn durch Passabgabe
- 1 Punkt für 10 Yards Raumgewinn durch Lauf
- 1 Punkt für 10 Yards Raumgewinn durch Passannahme
- 6 Punkte für einen Touchdown durch Lauf oder Passannahme
- 4 Punkte für einen Touchdown durch Passabgabe
- 2 Punkte für eine geworfene, gelaufene oder gefangene Two-Point Conversion
- −2 Punkte pro Interception (abgefangener Pass)
- −2 Punkte pro Fumble (durch Patzer verlorener Ball)
- 1 Punkt pro Point after Touchdown
- 3 Punkte pro Field Goal (Feldtor) aus weniger als 50 Yards Entfernung
- 5 Punkte pro Field Goal aus 50+ Yards Entfernung

Auch die Team-Verteidigung erhält Punkte, je nach Leistung (zugelassene gegnerische Punkte, Touchdowns, Interceptions, Sacks, Safeties etc.).

### Auswertung
Früher war die Verwaltung einer Fantasy League harte Arbeit, denn die individuellen Leistungen aller echten Spieler mussten mühsam zusammengetragen werden, um sie auszuwerten. Durch die Verbreitung des Internets sind jedoch viele kommerzielle und nichtkommerzielle Websites entstanden, die diese Arbeit schnell und effizient übernehmen. Zudem gibt es unzählige Websites, die Nachrichten, Analysen, Punkteprojektionen, Ratschläge und Tipps anbieten. Es wird geschätzt, dass heute ca. 100 Millionen Dollar jährlich mit Fantasy Football umgesetzt werden und ca. 30 Millionen Amerikaner dieser Freizeitbeschäftigung nachgehen (Harris interactive poll).

## Geschichte
Die Ursprünge lassen sich ins Jahr 1962 zurückverfolgen. Wilfred „Bill“ Winkenbach aus Oakland begann, ein Spiel für American Football zu entwickeln, nachdem er sich schon Ende der 50er Jahre diverse Spiele mit anderen Sportarten erdachte. An einem verregneten Oktobertag an der Bar eines New Yorker Hotels stellte er zusammen mit Bill Tunnell, dem damaligen Verantwortlichen für die Öffentlichkeitsarbeit der Oakland Raiders, und Scotty Stirling, Sportjournalist der Oakland Tribune, die Eckwerte und Regeln für die allererste Fantasy-Football-Liga der Welt zusammen. Sie gaben ihr den Namen Greater Oakland Professional Pigskin Prognosticators League oder kurz GOPPPL und ist bis heute die älteste Fantasy-Football-Liga der Welt.

## Europa
In Europa wurde versucht die Spielidee für den Fußball zu adaptieren. Vor allem in den fußballbegeisterten Nationen England und Spanien, aber auch in Italien, Deutschland und Frankreich gibt es eine Vielzahl von Fantasy-Managern. Im Gegensatz zur Punkteverteilung in Amerika, die sich hauptsächlich aus rein statistischen Daten erhebt, sammeln die Spieler in Europa ihre Punkte auch in Abhängigkeit zur Note, die jeder Fußballprofi pro Spieltag erhält. Die Note basiert dabei zumeist auf den Einschätzungen von Redakteuren der Sportmagazine oder der großen Tageszeitungen mit Sportschwerpunkt. Am häufigsten wird dabei auf die Note des Kicker-Sportmagazins zurückgegriffen. Eine andere Variante ist die Benotung anhand von statistischen Leistungsdaten, ähnlich der Urform in Amerika. Dabei wird aus den durch eine Sportdatenagentur erhobenen Leistungswerten jedes Spielers (wie gewonnene Zweikämpfe, Torschüsse, Pässe etc.) eine Note berechnet.
Fantasy Football wird in Europa seit Mitte der 2010er Jahre immer populärer.

## Kritik
Fantasy Football befindet sich in einer rechtlichen Grauzone, da es nicht eindeutig geklärt ist, ob es eine Form von Online-Sport (d. h. der Spieler hat Einfluss auf das Geschehen) oder eine Form von Online-Glücksspiel (d. h. der Spieler hat keinen Einfluss auf das Geschehen) darstellt. Während z. B. in den Vereinigten Staaten das Onlinepoker als Online-Glücksspiel angesehen wird und somit nur unter strengen rechtlichen Auflagen gespielt werden darf, gilt Fantasy Football als Online-Sport, weswegen kaum juristische Grenzen gesetzt werden. Zudem sind die Bewertungsalgorithmen, mit denen die jeweiligen Sieger berechnet werden, oft wenig transparent. Im Jahre 2015 kamen Mitarbeiter von Fantasy-Football-Unternehmen in Verdacht, durch Insiderhandel dieser Algorithmen hohe Geldsummen bekommen zu haben. Ein wachsendes Problem ist auch die zunehmende Suchtgefahr durch Fantasy Football.

### American Football
- Fantasysports von Yahoo
- Fantasy Football auf nfl.com

### Fußball
- Das Kicker-Managerspiel – Das erste Fantasy-Fußball-Managerspiel in Deutschland
- Fantasy Football auf der Website der UEFA
- Premier League Fantasy Football – Das größte Fantasy-Fußball-Managerspiel weltweit